# Плотникова Раїса Василівна
Раїса Василівна Плотникова (нар. 7 листопада 1955, Лубни) — українська поетеса, прозаїк. Член Національної спілки письменників України з 1999 року.

## Біографія
Плотникова Раїса Василівна народилася 7 листопада 1955 року в місті Лубни Полтавської області. Вірші та проза друкувалися в часописах «Дніпро», «Вітчизна», «Криниця», «Єгупець», «Рідний край», «Бахмутський шлях», в багатьох колективних збірниках та газетах «Україна літературна», «Українська літературна газета», «Хрещатик», «Молодь України», «Зоря Полтавщини» та ін. Своєю альма-матер вважає бібліотеку, своїм літературним напутником — Володимира Малика. У 1979 році за передмовою письменника в лубенській районній газеті було надруковано першу добірку її віршів. Відтоді поезії та проза друкувалися в багатьох колективних збірниках та часописах. Окремими книгами видано «Втомилася мовчати…», «Розіп'ята на двох хрестах», «Не всі ночі темні», «В передчутті…», «У лабіринтах міста спокус», «Афганський кут», «Обличчям до полум'я», «Без фіранок», «Мамонтеня Хвостик», «Життєдайні джерела роду», «Реквієм для Рози».
Лауреат Полтавської обласної премії ім. Леоніда Бразова (2008), ім. Володимира Малика (2011), ім. Івана Котляревського (2012), Міжнародної літературної премії ім. Івана Кошелівця (2013). Лауреат Міжнародної літературної премії «Коронація слова» (2016), лауреат літературної премії імені Панаса Мирного (2017).

## Творчість
Твори
- На два голоси : поезії / Н. Баклай , Р. Плотникова  .- Лубни : Інтер Парк, 2024.  -144 с .- ISBN 978-617-7658-50-3.
- Марго та сексот [Цифрова книга] : роман / Р. В. Плотникова. — Електрон. текст. дані.- Харків: Фоліо, 2021. — (Авторські зібрання). — ISBN 978-966-03-9606-7.
- Непманша : роман / Р. В.Плотникова. - Харків :Фоліо, 2019. - (Авторські зібрання). - ISBN 978-966-03-8536-8.
- Реквієм для Рози : роман / Раїса Плотникова. — Х. : Фоліо, 2016. — 251 с. — ISBN 978-966-03-7619-9.
- В яру згасаючих зірок / Р. В. Плотникова. — Лубни: Інтер Парк, 2015. — 155 с. — ISBN 978-966-2773-43-9.
- Мамонтеня Хвостик : казка / Р. В. Плотникова. — Полтава: Вид-ць П. П. Шевченко Р. В., 2014. — 15 с. : іл.
- Життєдайні джерела роду / Р. В. Плотникова. — Полтава: Дивосвіт, 2014. — 128 с. : іл.. — ISBN 978-617-633-117-9.
- Без фіранок: поезії / Р. В. Плотникова. — Лубни, 2013. — 241 с. — ISBN 978-966-7919-54-2.
- Он умер в понедельник: рассказ / Р.Плотникова // Фанданго. — 2012. — № 17. — С.60 — 64.
- Обличчям до полум'я: романи та новели / Р. В. Плотникова ; худ. В.Юр'євич. — Полтава: АСМІ, 2010. — 384с. — ISBN 978-966-182-083-7.
- У лабіринтах міста спокус: новели / Раїса Плотникова. — Полтава: АСМІ, 2009. — 149 с. — ISBN 978-966-182-029-5.
- Пустеля і та за бажанням живе: поезії / Р. Плотникова // Вітчизна. — 2008. — № 7- 8. — С. 6-13.
- В яру згасаючих зірок: роман / Р.Плотникова // Єгупець / Центр дослідження історії та культури східноєвропейського єврейства; Ін -т юдаїки. — К. : Дух і літера, 2007. — Вип.17. — С. 3-110.
- Афганський кут: роман / Р.Плотникова ; худ. В.Юр'євич. — К. : Твім Інтер, 2005. — 222 с. — ISBN 966-7430-26-10.
- В передчутті: поезії / Р. В. Плотникова. — Полтава: АСМІ, 2003. — 126 с.
- Не всі ночі темні: проза, вірші / Р. В. Плотникова ; худ. В.Юр'євич. — Полтава , 1998. — 144 с.- ISBN 966-95189-х-5.
- Втомилася мовчати: вірші / Р. В. Плотникова ; худож. В.Миколайчук. — Полтава: Криниця, 1997. — 84 с.
- Розп'ята на двох хрестах: вірші, новели / Раїса Плотникова. — Полтава: Криниця, 1997. — 47с. — ISBN 966-95189-3-8.

### Публікації у збірниках
- Плотникова Р. Червоні тумани: оповідання / Р. Плотникова // Memento momentum свободи. Українські визвольні змагання 1917—1924 років. — К. : Темпора, 2018. — 344с. — ISBN 978-617-56938-5-8.
- Плотникова Р. Мої Лубни. Прогулянка з янголом: поезії / Р. В. Плотникова // Книга, написана з любов'ю до рідного краю / Полтавська обласна організація Національної спілки письменників України ; Народний депутат України Костянтин Іщейкін ; упоряд. О. О. Цвігуненко, С. В. Фільчак. — К., 2019. — Розд. ІІ. Лубенщина. — С.24 -25.
- Плотникова Р. В. Коктебельська загадка мого діда: новела / Р. Плотникова // Крим, який ми любимо: антологія.- К. : Пульсари, 2016. — С. 564—571.
- Плотникова Р. В. Коктебельська загадка мого діда: новела / Р. Плотникова // Крим по-українськи. Веселі та сумні історії. — Івано-Франківськ: Discursus, 2015. — С. 53 — 63.
- Плотникова Р. Поезії / Р. Плотникова // Вишнева повінь: антологія сучасної жіночої поезії Полтавщини. — Полтава, 2012. — С. 335—341[7].
- Раїса Плотникова (Жарова) // Біла альтанка: збірник творів письменників Полтавщини / за ред. О. Гаран, Н. Фурси, С.Осоки.- Полтава, 2007.- С .195-200[8].
- Плотникова Р. Русоп'ят: новела // Голод у першій столиці / укл. І.Шумський, В.Полянецький. — Х., 2006. — С. 238—240.

### Відзнаки
2018 — переможець першого Всеукраїнського конкурсу історичного оповідання «ProМинуле».
2017 — лауреат премії Полтавської обласної ради імені Панаса Мирного.
2016 — лауреат Міжнародної літературної премії «Коронація слова», спеціальна відзнака «Вибір видавця» за роман «Реквієм для Рози».
2015 — лауреат конкурсу «Новела по-українськи» від журналу «Країна».
2015 — лауреат Загальнонаціонального літературного конкурсу «Українська мова — мова єднання».
2013 — лауреат Міжнародної літературної премії імені Івана Кошелівця.
2012 — лауреат премії Полтавської обласної ради імені Івана Котляревського.
2011 — лауреат літературно-мистецької премії імені Володимира Малика.
2009 — лауреат Х Всеукраїнського літературного фестивалю «Просто так» (2009).
2008 — лауреат премії імені Леоніда Бразова.